# Молодова I
Молодова І — многослойная палеолитическая стоянка на правом берегу Днестра в урочище Байлова Рипа, вблизи села Братановка Черновицкой области Украины. Исследована в 1950—1960-х годах А. П. Чернышом. Зафиксировано 9 культурных слоёв: 5 мустьерских, 4 верхнепалеолитических.
Около 60—50 тысяч лет назад (мустьерские слои) стоянка до 5 раз заселялась неандертальцами, которые занимались охотой на мамонта, коня, зубра, оленя, а также собирательством. Жители стоянки умели сооружать разные по форме и конструкции жилища из костей крупных животных, изготавливали каменные орудия (скребки, ножи, копья, разработали технику их гравировки и покраски, пользовались огнём).
Среди верхнепалеолитических слоев наиболее показательна коллекция 2-го слоя, в котором хорошо представлена не только каменная индустрия, но и изделия из кости и рога (молотки, наконечники дротиков). Все верхнепалеолитические слои относятся к граветтской культурной традиции. В фаунистическом наборе превалирует северный олень.